# 주니어 버로
주니어 버로(Junior Burrough, 본명: Thomas Harold "Junior" Burrough, 1973년 1월 18일 ~ )는 가이테로스 델 술리아에서 마지막으로 뛰었던 미국의 전직 프로 농구 선수이다.

## 대학 선수 경력
버지니아 대학교에서 4시즌을 뛰었으며 경기당 평균 15.3득점, 7.2리바운드를 기록했다. 1994년과 1995년에 애틀랜틱 코스트 콘퍼런스(Atlantic Coast Conference)의 세 번째 팀에 포함되었다.

## 프로 경력
버로는 1995년 NBA 드래프트에서 전체 33순위로 보스턴 셀틱스에 지명됐다. 그는 1995-96년 셀틱스에서 단 한 시즌만 뛰었고 경기당 평균 3.1득점과 1.8리바운드를 기록했다.
1997년 10월 2일 버로는 샬럿 호니츠와 계약했지만 10월 12일에 면제되었다. 이탈리아 리그로 이적하여 올림피아 바스켓 피스토이아와 계약했으며 평균 15.4득점과 6.9리바운드를 기록했다.
그 순간부터 그는 미국, 아시아, 유럽의 여러 팀을 순회하며 2002년 이탈리아로 돌아와 스칼리제라 바스켓 베로나와 8경기에 출전해 평균 16.6득점, 7.8리바운드를 기록했다. 그는 나중에 프랑스 리그의 JL 부르그 바스켓에서 뛰었지만 4경기에만 출전하여 평균 14.5득점과 5.3리바운드를 기록했다.
여름에 그는 푸에르토리코 리그에서 뛰었으며 4개의 다른 팀에서 5시즌 동안 경기당 평균 총 18.4득점과 8.7리바운드를 기록했다. 그리고 베네수엘라의 가이테로스 델 술리아에서 선수 생활을 마쳤다.